# American Music Award for Favorite Pop/Rock Band/Duo/Group
Die American Music Awards in der Kategorie Favorite Duo or Group – Pop/Rock wurden seit 1974 verliehen. Die meisten Preise erhielt BTS, die den Award vier Mal hintereinander gewannen.

## Übersicht

### 1970er
| Jahr | Künstler                 | Ref |
| ---- | ------------------------ | --- |
| 1974 | Carpenters               |     |
| 1974 | Gladys Knight & the Pips |     |
| 1974 | Tony Orlando & Dawn      |     |
| 1975 | Gladys Knight & the Pips |     |
| 1975 | Bachman-Turner Overdrive |     |
| 1975 | Wings                    |     |
| 1976 | Tony Orlando & Dawn      |     |
| 1976 | Eagles                   |     |
| 1976 | Earth, Wind and Fire     |     |
| 1977 | Chicago                  |     |
| 1977 | Eagles                   |     |
| 1977 | Earth, Wind and Fire     |     |
| 1978 | Fleetwood Mac            |     |
| 1978 | Eagles                   |     |
| 1978 | KC and the Sunshine Band |     |
| 1979 | Bee Gees                 |     |
| 1979 | Fleetwood Mac            |     |
| 1979 | Foreigner                |     |

### 1980er
| Jahr | Künstler                             | Ref |
| ---- | ------------------------------------ | --- |
| 1980 | Bee Gees                             |     |
| 1980 | Cheap Trick                          |     |
| 1980 | Supertramp                           |     |
| 1981 | Eagles                               |     |
| 1981 | Queen                                |     |
| 1981 | The Rolling Stones                   |     |
| 1982 | Air Supply                           |     |
| 1982 | AC/DC                                |     |
| 1982 | The Pointer Sisters                  |     |
| 1982 | REO Speedwagon                       |     |
| 1983 | Hall & Oates                         |     |
| 1983 | Fleetwood Mac                        |     |
| 1983 | J. Geils Band                        |     |
| 1984 | Hall & Oates                         |     |
| 1984 | Def Leppard                          |     |
| 1984 | Men at Work                          |     |
| 1984 | The Police                           |     |
| 1985 | Hall & Oates                         |     |
| 1985 | Huey Lewis & the News                |     |
| 1985 | Van Halen                            |     |
| 1986 | Chicago                              |     |
| 1986 | Kool & the Gang                      |     |
| 1986 | Tears for Fears                      |     |
| 1987 | Huey Lewis & the News                |     |
| 1987 | Genesis                              |     |
| 1987 | Heart                                |     |
| 1987 | Van Halen                            |     |
| 1988 | Bon Jovi                             |     |
| 1988 | Lisa Lisa and Cult Jam               |     |
| 1988 | U2                                   |     |
| 1989 | Gloria Estefan & Miami Sound Machine |     |
| 1989 | Def Leppard                          |     |
| 1989 | Van Halen                            |     |

### 1990er
| Jahr                  | Künstler                | Ref       |       |
| --------------------- | ----------------------- | --------- | ----- |
| 1990                  |                         |           |       |
| New Kids on the Block | [ 1 ]                   |           |       |
| Bon Jovi              | [ 1 ]                   |           |       |
| Milli Vanilli         | [ 1 ]                   |           |       |
| 1991                  | [ 1 ]                   | Aerosmith | [ 2 ] |
| 1991                  | Bell Biv DeVoe          |           | [ 2 ] |
| 1991                  | New Kids on the Block   |           | [ 2 ] |
| 1992                  | C+C Music Factory       |           |       |
| 1992                  | Color Me Badd           |           |       |
| 1992                  | Guns n’ Roses           |           |       |
| 1993                  | Genesis                 | [ 3 ]     |       |
| 1993                  | Kris Kross              | [ 3 ]     |       |
| 1993                  | U2                      | [ 3 ]     |       |
| 1994                  | Aerosmith               |           |       |
| 1994                  | Pearl Jam               |           |       |
| 1994                  | U2                      |           |       |
| 1995                  | Ace of Base             | [ 4 ]     |       |
| 1995                  | Pink Floyd              | [ 4 ]     |       |
| 1995                  | Stone Temple Pilots     | [ 4 ]     |       |
| 1996                  | Eagles                  | [ 5 ]     |       |
| 1996                  | Boyz II Men             | [ 5 ]     |       |
| 1996                  | Hootie and the Blowfish | [ 5 ]     |       |
| 1997                  | Hootie and the Blowfish | [ 6 ]     |       |
| 1997                  | Dave Matthews Band      | [ 6 ]     |       |
| 1997                  | Fugees                  | [ 6 ]     |       |
| 1998                  | Spice Girls             | [ 7 ]     |       |
| 1998                  | U2                      | [ 7 ]     |       |
| 1998                  | The Wallflowers         | [ 7 ]     |       |
| 1999                  | Aerosmith               |           |       |
| 1999                  | Backstreet Boys         |           |       |
| 1999                  | Matchbox Twenty         |           |       |

### 2000er
| Jahr               | Künstler              | Ref    |
| ------------------ | --------------------- | ------ |
| 2000               | Backstreet Boys       | [ 8 ]  |
| 2000               | *NSYNC                | [ 8 ]  |
| 2000               | Santana               | [ 8 ]  |
| 2001               | Backstreet Boys       |        |
| 2001               | Creed                 |        |
| 2001               | *NSYNC                |        |
| 2002               |                       |        |
| *NSYNC             |                       |        |
| Dave Matthews Band |                       |        |
| U2                 |                       |        |
| 2003               | Creed                 | [ 9 ]  |
| 2003               | Linkin Park           | [ 9 ]  |
| 2003               | Nickelback            | [ 9 ]  |
| 2003               | Fleetwood Mac         | [ 10 ] |
| 2003               | 3 Doors Down          | [ 10 ] |
| 2003               | Matchbox Twenty       | [ 10 ] |
| 2004               | OutKast               | [ 11 ] |
| 2004               | Evanescence           | [ 11 ] |
| 2004               | Nickelback            | [ 11 ] |
| 2005               | The Black Eyed Peas   | [ 12 ] |
| 2005               | 3 Doors Down          | [ 12 ] |
| 2005               | Green Day             | [ 12 ] |
| 2006               | Red Hot Chili Peppers | [ 13 ] |
| 2006               | Nickelback            | [ 13 ] |
| 2006               | The Pussycat Dolls    | [ 13 ] |
| 2007               | Nickelback            | [ 14 ] |
| 2007               | Linkin Park           | [ 14 ] |
| 2007               | Maroon 5              | [ 14 ] |
| 2008               | Daughtry              | [ 15 ] |
| 2008               | Coldplay              | [ 15 ] |
| 2008               | Eagles                | [ 15 ] |
| 2009               | The Black Eyed Peas   | [ 16 ] |
| 2009               | Kings of Leon         | [ 16 ] |
| 2009               | Nickelback            | [ 16 ] |

### 2010er
| Jahr | Künstler                | Ref    |
| ---- | ----------------------- | ------ |
| 2010 | The Black Eyed Peas     | [ 17 ] |
| 2010 | Lady Antebellum         | [ 17 ] |
| 2010 | Train                   | [ 17 ] |
| 2011 | Maroon 5                | [ 18 ] |
| 2011 | LMFAO                   | [ 18 ] |
| 2011 | OneRepublic             | [ 18 ] |
| 2012 | Maroon 5                | [ 19 ] |
| 2012 | Fun                     | [ 19 ] |
| 2012 | One Direction           | [ 19 ] |
| 2012 | The Wanted              | [ 19 ] |
| 2013 | One Direction           | [ 20 ] |
| 2013 | Imagine Dragons         | [ 20 ] |
| 2013 | Macklemore & Ryan Lewis | [ 20 ] |
| 2014 | One Direction           | [ 21 ] |
| 2014 | Imagine Dragons         | [ 21 ] |
| 2014 | OneRepublic             | [ 21 ] |
| 2015 | One Direction           | [ 22 ] |
| 2015 | Maroon 5                | [ 22 ] |
| 2015 | Walk the Moon           | [ 22 ] |
| 2016 | Twenty One Pilots       | [ 23 ] |
| 2016 | The Chainsmokers        | [ 23 ] |
| 2016 | DNCE                    | [ 23 ] |
| 2017 | Imagine Dragons         | [ 24 ] |
| 2017 | The Chainsmokers        | [ 24 ] |
| 2017 | Coldplay                | [ 24 ] |
| 2018 | Migos                   | [ 25 ] |
| 2018 | Imagine Dragons         | [ 25 ] |
| 2018 | Maroon 5                | [ 25 ] |
| 2019 | BTS                     | [ 26 ] |
| 2019 | Jonas Brothers          | [ 26 ] |
| 2019 | Panic! at the Disco     | [ 26 ] |

### 2020er
| Jahr | Künstler        | Ref    |
| ---- | --------------- | ------ |
| 2020 | BTS             | [ 27 ] |
| 2020 | Jonas Brothers  | [ 27 ] |
| 2020 | Maroon 5        | [ 27 ] |
| 2021 | BTS             | [ 28 ] |
| 2021 | AJR             | [ 28 ] |
| 2021 | Glass Animals   | [ 28 ] |
| 2021 | Maroon 5        | [ 28 ] |
| 2021 | Silk Sonic      | [ 28 ] |
| 2022 | BTS             | [ 29 ] |
| 2022 | Coldplay        | [ 29 ] |
| 2022 | Imagine Dragons | [ 29 ] |
| 2022 | Måneskin        | [ 29 ] |
| 2022 | OneRepublic     | [ 29 ] |

## Mehrfachsieger
4 Awards
- BTS

3 Awards
- Aerosmith
- The Black Eyed Peas
- Hall & Oates
- One Direction

2 Awards
- Backstreet Boys
- Bee Gees
- Chicago
- Eagles
- Fleetwood Mac
- Maroon 5

### Mehrfachnominierte
7 Nominierungen
- Maroon 5

6 Nominierungen
- Eagles

5 Nominierungen
- Imagine Dragons
- Nickelback
- U2

4 Nominierungen
- BTS
- Fleetwood Mac
- One Direction

3 Nominierungen
- Aerosmith
- Backstreet Boys
- The Black Eyed Peas
- Coldplay
- Hall & Oates
- *NSYNC
- OneRepublic
- Van Halen

2 Nominierungen
- 3 Doors Down
- Bee Gees
- Bon Jovi
- The Chainsmokers
- Chicago
- Creed
- Dave Matthews Band
- Def Leppard
- Earth, Wind & Fire
- Genesis
- Gladys Knight & the Pips
- Hootie & the Blowfish
- Huey Lewis and the News
- Jonas Brothers
- Linkin Park
- Matchbox Twenty
- New Kids on the Block
- Tony Orlando and Dawn